# Gaëtan Bussmann
Gaëtan Bussmann (ur. 2 lutego 1991 w Épinal) – francuski piłkarz grający na pozycji obrońcy.

## Życiorys
Jest wychowankiem FC Metz. W czasach juniorskich trenował także w SAS Épinal. W latach 2010–2015 grał w pierwszym zespole Metz. Od 3 stycznia do 30 czerwca 2012 przebywał na wypożyczeniu w SAS Épinal. W Ligue 1 zadebiutował 9 sierpnia 2014 w zremisowanym 0:0 meczu z Lille OSC. 30 sierpnia 2015 odszedł za milion euro do niemieckiego 1. FSV Mainz 05. W Bundeslidze zagrał po raz pierwszy 23 stycznia 2016 w przegranym 0:1 spotkaniu z FC Ingolstadt 04. Od 29 stycznia do 30 czerwca 2018 był wypożyczony do SC Freiburg. W latach 2019–2020 był piłkarzem En Avant Guingamp. 1 sierpnia 2020 został zawodnikiem FC Erzgebirge Aue. 22 lipca 2022 odszedł do AS Nancy.